# 섬진강로
섬진강로(Seomjingang-ro)는 전라남도 순천시 황전면 선변리 용두삼거리와 곡성군 곡성읍 장선리 금곡교를 잇는 전라남도의 도로이다.

## 연혁
- 2002년 1월 7일 : 곡성우회도로(곡성군 오곡면 오지리 ~ 곡성읍 장선리) 5.54km 구간 확장 개통, 기존 4.46km 구간 폐지[1]
- 2009년 7월 10일 : 2개 이상 시·도에 걸쳐 있는 도로로 섬진강로를 고시[2]

## 주요 경유지
전라남도
- 순천시 황전면 - 곡성군 (죽곡면 · 오곡면 · 곡성읍)

## 노선
| 이름                   | 접속 노선                            | 소재지 | 소재지                                                     | 비고                   |
| ---------------------- | ------------------------------------ | ------ | ---------------------------------------------------------- | ---------------------- |
| 용두삼거리             | 국도 제17호선 (순천로)               | 순천시 | 황전면                                                     |                        |
| 황전 나들목            | 27호선 순천완주고속도로              | 순천시 | 황전면                                                     |                        |
| 용림지하차도 교차로    | 용림중앙길 장터길 잼마당길           | 순천시 | 황전면                                                     |                        |
| 용림지하차도           |                                      | 순천시 | 황전면                                                     |                        |
| 선변삼거리 (구례구역)  | 국도 제17호선 국도 제18호선 (구례로) | 순천시 | 황전면                                                     | 국도 제17, 18호선 구간 |
| 복호1교                |                                      | 순천시 | 황전면                                                     | 국도 제17, 18호선 구간 |
| 조사교                 |                                      | 곡성군 | 죽곡면                                                     | 국도 제17, 18호선 구간 |
| 압록교                 |                                      | 곡성군 | 죽곡면                                                     | 국도 제17, 18호선 구간 |
| 오곡면                 |                                      | 곡성군 |                                                            | 국도 제17, 18호선 구간 |
| 압록사거리             | 국도 제18호선 (대황강로)             | 곡성군 |                                                            | 국도 제17, 18호선 구간 |
| 압록역                 |                                      | 곡성군 | 국도 제17호선 구간                                         |                        |
| 압록제2교 이정교       |                                      | 곡성군 | 국도 제17호선 구간                                         |                        |
| 가정역                 |                                      | 곡성군 | 국도 제17호선 구간                                         |                        |
| 침곡역                 |                                      | 곡성군 | 국도 제17호선 구간                                         |                        |
| 침곡교                 | 침곡길                               | 곡성군 | 국도 제17호선 구간                                         |                        |
| 오지 교차로            | 기차마을로                           | 곡성군 | 국도 제17호선 구간 곡성 방면 진입 불가 순천 방면 진출 불가 |                        |
| 오지교 오지1교 오지2교 |                                      | 곡성군 | 국도 제17호선 구간                                         |                        |
| 대평1교                |                                      | 곡성군 | 국도 제17호선 구간                                         |                        |
| 곡성읍                 |                                      | 곡성군 | 국도 제17호선 구간                                         |                        |
| 읍내 교차로 (읍내교)   | 국가지원지방도 제60호선 (곡고로)     | 곡성군 | 국도 제17호선 구간                                         |                        |
| 장선교                 |                                      | 곡성군 | 국도 제17호선 구간                                         |                        |
| 신기 교차로            | 지방도 제840호선 (낙동원로)          | 곡성군 | 국도 제17호선 구간 지방도 제840호선 구간                   |                        |
| 장선 교차로            | 지방도 제840호선 (청계동로)          | 곡성군 | 국도 제17호선 구간 지방도 제840호선 구간                   |                        |
| 금곡교                 |                                      | 곡성군 | 국도 제17호선 구간                                         |                        |
| 서부로, 요천로와 직결  |                                      |        |                                                            |                        |

## 주요 건물 및 시설
- 구례구역 (전라남도 순천시 황전면 섬진강로 217)
- 압록보건진료소 (전라남도 곡성군 오곡면 섬진강로 1066)
- 압록역 (전라남도 곡성군 오곡면 섬진강로 1097)
- 가정역 (전라남도 곡성군 오곡면 섬진강로 1465)
- 침곡역 (전라남도 곡성군 오곡면 섬진강로 1877)